# Grand Prix automobile des Pays-Bas 1981
Résultats du Grand Prix des Pays-Bas de Formule 1 1981 qui a eu lieu sur le circuit de Zandvoort le 30 août 1981.

## Classement

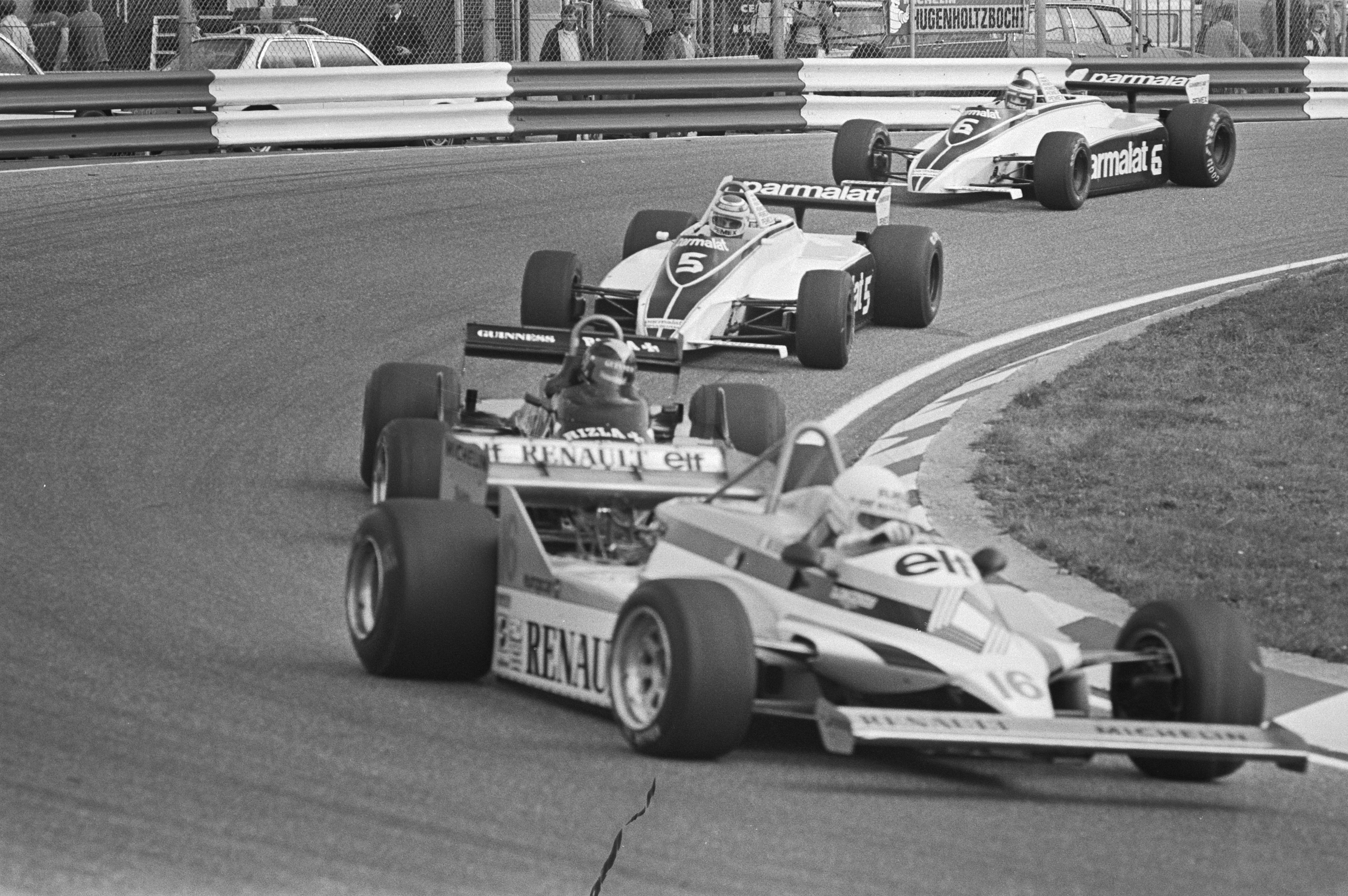
René Arnoux devant Derek Daly et les deux Brabham de Nelson Piquet et Héctor Rebaque lors de la séance d'essais.

| Pos. | No | Pilote             | Écurie          | Tours | Temps/Abandon                     | Grille | Points |
| ---- | -- | ------------------ | --------------- | ----- | --------------------------------- | ------ | ------ |
| 1    | 15 | Alain Prost        | Renault         | 72    | 1 h 40 min 22 s 43 (183,002 km/h) | 1      | 9      |
| 2    | 5  | Nelson Piquet      | Brabham-Ford    | 72    | + 8 s 24                          | 3      | 6      |
| 3    | 1  | Alan Jones         | Williams-Ford   | 72    | + 35 s 50                         | 4      | 4      |
| 4    | 6  | Héctor Rebaque     | Brabham-Ford    | 71    | + 1 tour                          | 15     | 3      |
| 5    | 11 | Elio De Angelis    | Lotus-Ford      | 71    | + 1 tour                          | 9      | 2      |
| 6    | 14 | Eliseo Salazar     | Ensign-Ford     | 70    | + 2 tours                         | 24     | 1      |
| 7    | 30 | Siegfried Stohr    | Arrows-Ford     | 69    | + 3 tours                         | 21     |        |
| 8    | 33 | Marc Surer         | Theodore-Ford   | 69    | + 3 tours                         | 20     |        |
| 9    | 4  | Michele Alboreto   | Tyrrell-Ford    | 68    | Moteur                            | 25     |        |
| 10   | 9  | Slim Borgudd       | ATS-Ford        | 68    | + 4 tours                         | 23     |        |
| Abd. | 22 | Mario Andretti     | Alfa Romeo      | 62    | Accident                          | 7      |        |
| Abd. | 7  | John Watson        | McLaren-Ford    | 50    | Panne électrique                  | 8      |        |
| Abd. | 3  | Eddie Cheever      | Tyrrell-Ford    | 46    | Sortie de piste                   | 22     |        |
| Abd. | 32 | Jean-Pierre Jarier | Osella-Ford     | 29    | Boîte de vitesses                 | 18     |        |
| Abd. | 16 | René Arnoux        | Renault         | 21    | Sortie de piste                   | 2      |        |
| Abd. | 23 | Bruno Giacomelli   | Alfa Romeo      | 19    | Accident                          | 14     |        |
| Abd. | 26 | Jacques Laffite    | Ligier-Matra    | 18    | Collision                         | 6      |        |
| Abd. | 2  | Carlos Reutemann   | Williams-Ford   | 18    | Collision                         | 5      |        |
| Abd. | 29 | Riccardo Patrese   | Arrows-Ford     | 16    | Suspension                        | 10     |        |
| Abd. | 17 | Derek Daly         | March-Ford      | 5     | Suspension                        | 19     |        |
| Abd. | 28 | Didier Pironi      | Ferrari         | 4     | Direction                         | 12     |        |
| Abd. | 12 | Nigel Mansell      | Lotus-Ford      | 1     | Panne électrique                  | 17     |        |
| Abd. | 25 | Patrick Tambay     | Ligier-Matra    | 1     | Collision                         | 11     |        |
| Abd. | 27 | Gilles Villeneuve  | Ferrari         | 0     | Collision                         | 16     |        |
| Np.  | 8  | Andrea De Cesaris  | McLaren-Ford    |       | Accident aux essais               | 13     |        |
| Nq.  | 35 | Brian Henton       | Toleman-Hart    |       | Non qualifié                      |        |        |
| Nq.  | 20 | Keke Rosberg       | Fittipaldi-Ford |       | Non qualifié                      |        |        |
| Nq.  | 21 | Chico Serra        | Fittipaldi-Ford |       | Non qualifié                      |        |        |
| Nq.  | 31 | Beppe Gabbiani     | Osella-Ford     |       | Non qualifié                      |        |        |
| Nq.  | 36 | Derek Warwick      | Toleman-Hart    |       | Non qualifié                      |        |        |

## Pole position et record du tour
- Pole position : Alain Prost en 1 min 18 s 176 (vitesse moyenne : 195,804 km/h).
- Meilleur tour en course : Alan Jones en 1 min 21 s 83 au 15e tour (vitesse moyenne : 187,061 km/h).

## Tours en tête
- Alain Prost  : 71 (1-22 / 24-72)
- Alan Jones : 1 (23)

## À noter
- 2e victoire pour Alain Prost.
- 6e victoire pour Renault en tant que constructeur.
- 6e victoire pour Renault en tant que motoriste.